# Urophora solaris
Urophora solaris är en tvåvingeart som beskrevs av Valery Korneyev 1984. Urophora solaris ingår i släktet Urophora och familjen borrflugor.
Artens utbredningsområde är Tadzjikistan. Inga underarter finns listade i Catalogue of Life.